# Chanan Porat
Chanan Porat (hebrejsky חנן פורת‎, narozen jako Chanan Spitzer, חנן שפיצר‎) byl izraelský politik a poslanec Knesetu za strany Techija, Národní náboženská strana, Tkuma a ha-Ichud ha-le'umi.

## Biografie
Narodil se 5. prosince 1943 v tehdejší mandátní Palestině. Sloužil v izraelské armádě, kde dosáhl hodnosti desátníka (Rav Tura'i). Podílel se na dobývání Jeruzaléma během šestidenní války a na bojích u Suezského průplavu během jomkipurské války. Absolvoval náboženská studia v ješivě napojené na hnutí Bnej Akiva v obci Kfar ha-Ro'e, dále institut v Kerem be-Javne a ješivu Merkaz ha-Rav. Získal osvědčení pro výkon funkce rabína. Hovořil hebrejsky a anglicky. Zemřel 4. října 2011 po delší nemoci (rakovina mozku).
Se ženou Rachel měli 11 dětí, žili v Kfar Ecijon, kde Porat prožil své útlé dětství (do pádu vesnice v r. 1948). Tam i zemřel.

## Politická dráha
Po roce 1967 patřil mezi zakladatele izraelských osad v regionu Guš Ecion. Je jedním ze zakladatelů hnutí Guš Emunim. Vyučoval na četných ješivách jako Har Ecion, Ejn Curim a Bejt Orot.
V izraelském parlamentu zasedl poprvé po volbách v roce 1981, v nichž kandidoval za stranu Techija. Byl členem výboru pro vzdělávání a kulturu. Na mandát rezignoval krátce před skončením funkčního období v březnu 1984 a nahradil ho Cvi Šiloach. Mandát znovu získal až ve volbách v roce 1988, nyní za Národní náboženskou stranu. Byl členem výboru pro vzdělávání a kulturu, výboru pro televizi a rozhlas, výboru překladatelského a výboru pro zahraniční záležitosti a obranu. Opětovně byl zvolen ve volbách v roce 1992, zase na kandidátce Národní náboženské strany. Usedl do parlamentního výboru pro ekonomické záležitosti a výboru pro imigraci a absorpci. V Knesetu se udržel i po volbách v roce 1996. Stal se předsedou výboru pro ústavu, právo a spravedlnost, členem výboru pro zahraniční záležitosti a obranu a výboru pro imigraci a absorpci. Během volebního období opustil Národní náboženskou stranu, jejímž předsedou poslaneckého klubu dosud byl, a stal se členem nové frakce nazvané Tkuma.
Poslancem se stal také po volbách v roce 1999, do nichž kandidoval za stranu ha-Ichud ha-Le'umi. Už v říjnu 1999 ale na mandát rezignoval a nahradil ho Cvi Hendel.